# Campionati mondiali di volo con gli sci 1986
I Campionati mondiali di volo con gli sci 1986, nona edizione della manifestazione, si svolsero dal 7 al 9 marzo a Tauplitz, in Austria, e contemplarono esclusivamente la gara individuale maschile. Furono realizzate due serie di salti.

## Risultati
| Posizione | Atleta            | Nazione        | Punti |
| --------- | ----------------- | -------------- | ----- |
| 1         | Andreas Felder    | Austria        | 745,0 |
| 2         | Franz Neuländtner | Austria        | 730,5 |
| 3         | Matti Nykänen     | Finlandia      | 698,5 |
| 4         | Ladislav Dluhoš   | Cecoslovacchia | 681,0 |
| 5         | Tuomo Ylipulli    | Finlandia      | 680,5 |
| 6         | Thomas Klauser    | Germania Ovest | 674,5 |

Trampolino: Kulm

## Medagliere per nazioni
| Posizione | Nazione   | Oro | Argento | Bronzo | Totale |
| --------- | --------- | --- | ------- | ------ | ------ |
| 1         | Austria   | 1   | 1       | 0      | 2      |
| 2         | Finlandia | 0   | 0       | 1      | 1      |